# Ghardaïa
Ghardaia là một đô thị thuộc tỉnh Ghardaïa, Algérie. Dân số thời điểm năm 2002 là 87.599 người.